# Museum für Asiatische Kunst (Berlin)
Das Museum für Asiatische Kunst der Staatlichen Museen zu Berlin hat seinen Sitz im Humboldt Forum im Berliner Schloss. Gegründet 2006 durch Vereinigung des Museums für Ostasiatische Kunst und des Museums für Indische Kunst, besteht es aus der Kunstsammlung Süd-, Südost- und Zentralasien mit ca. 20.000 Objekten sowie der Ostasiatischen Kunstsammlung mit ca. 300 Objekten. Erstere gehört zu den bedeutendsten Sammlungen ihrer Art, letztere verlor 1945 durch Verbringung als Beutekunst in die Sowjetunion den Großteil ihres Bestandes.

## Geschichte

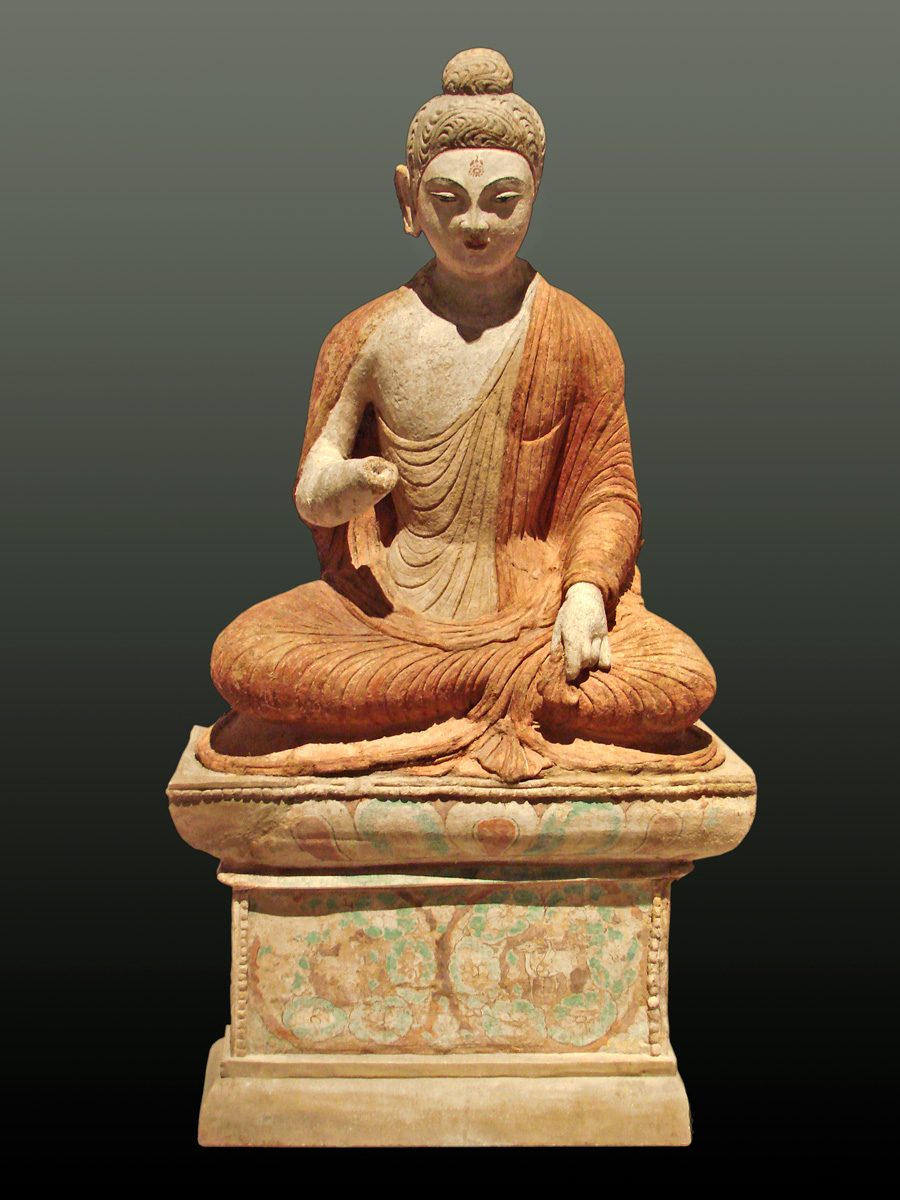
Buddha, China, 7./8. Jahrhundert n. Chr.

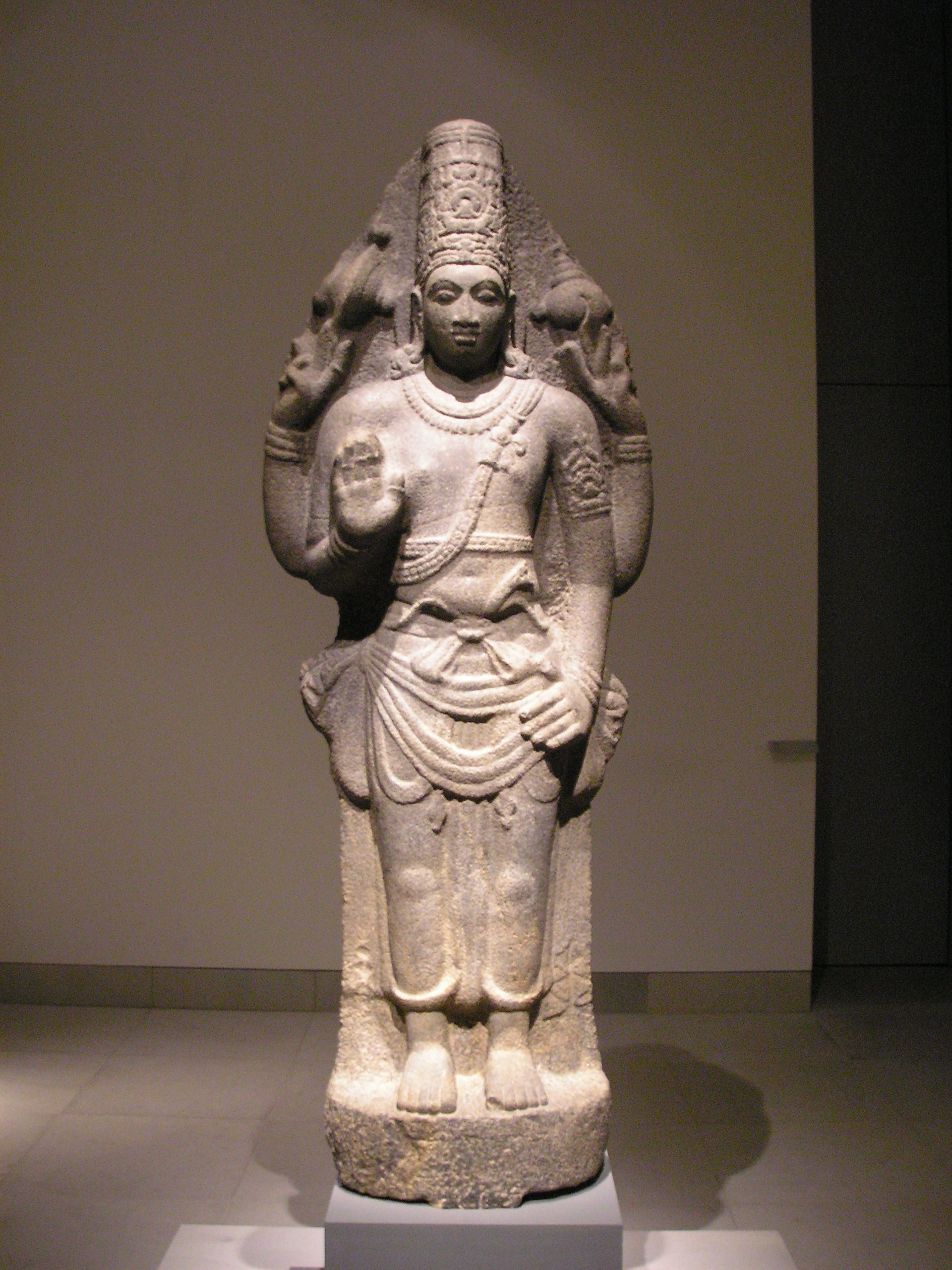
Vishnu, Indien, 8./9. Jahrhundert n. Chr.

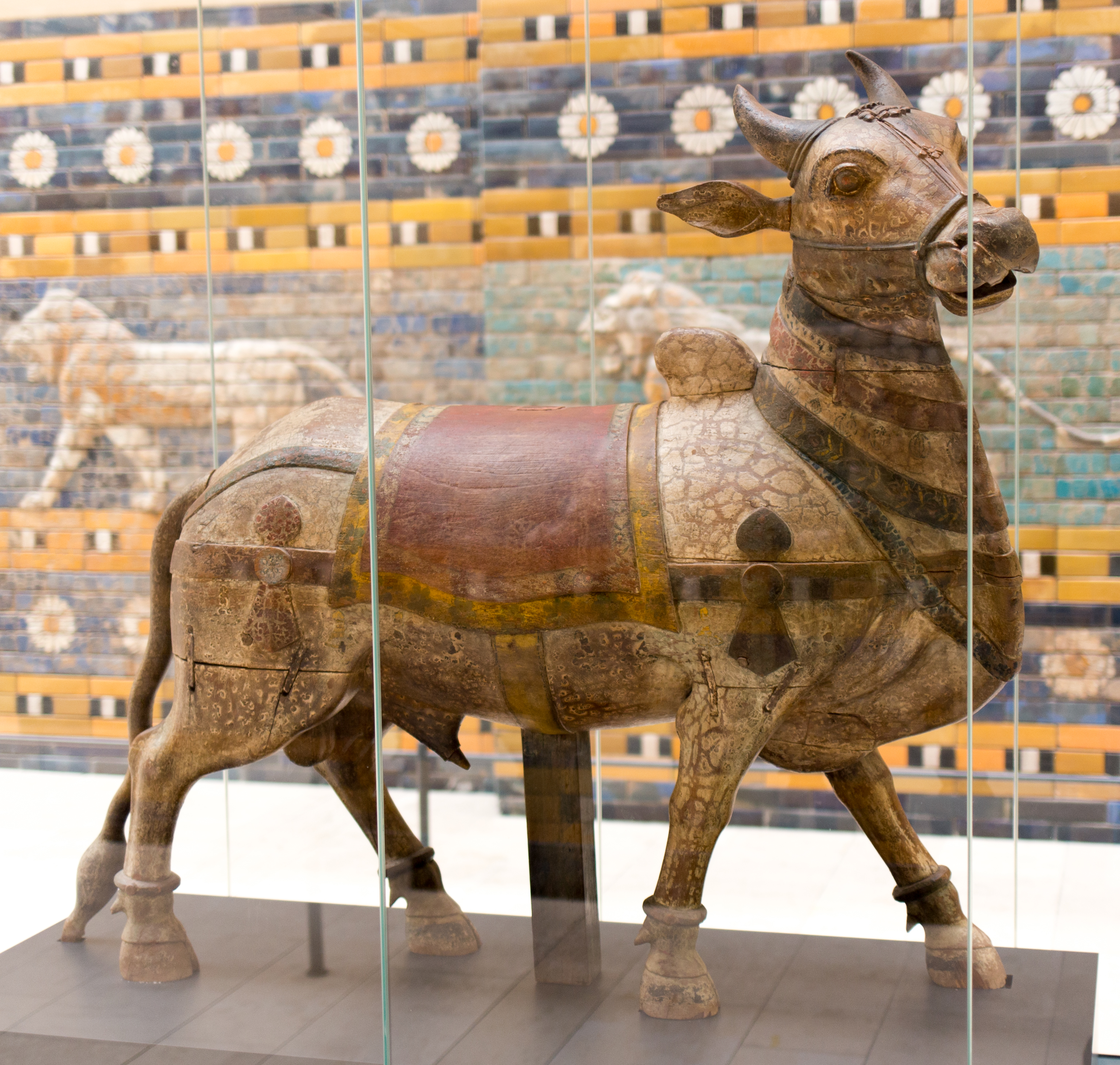
Nandi, Indien, 19./20. Jahrhundert

Das heutige Museum umfasst Objekte an Kunst, Kunsthandwerk und Archäologie des ost-, süd-, südost- sowie zentralasiatischen Kulturraums. Teile der Sammlung gehen auf die Kunstkammer des brandenburgisch-preußischen Großen Kurfürsten im Berliner Schloss zurück, aus dessen Beständen 1906 das Museum für Ostasiatische Kunst als erstes seiner Art gegründet wurde.
1963 ging aus der indischen Abteilung des damaligen Museums für Völkerkunde das Museum für Indische Kunst hervor. Im Dezember 2006 wurden die beiden Sammlungen im Museum für Asiatische Kunst vereinigt. Sitz des Museums war bis zum 8. Januar 2017 das Museumszentrum Berlin-Dahlem. Nach mehrjähriger Schließung wurde das Museum im September 2021 als Teil des Humboldt Forums im Berliner Schloss wiedereröffnet.

### Ostasiatische Kunstsammlung
Wilhelm von Bode, Generaldirektor der Königlichen Museen zu Berlin, gründete 1906 das Museum für Ostasiatische Kunst in Berlin. Die Sammlung wuchs durch Schenkungen, unter anderem der Mäzenin Marie Meyer und des Ethnologen Ernst Grosse. Zunächst hatte es seinen Standort auf der Museumsinsel. Die Ausstellung zog 1924 in das Gebäude des Kunstgewerbe-Museums, das zum damaligen Zeitpunkt auch das Museum für Vor- und Frühgeschichte und später die Kunstbibliothek beherbergte. 1926 gründete sich zur Unterstützung des Museums die Deutsche Gesellschaft für Ostasiatische Kunst. Dank seines konsequenten Ausbaus gehörten die Sammlungen bis zum Zweiten Weltkrieg zu den international bedeutendsten.
Nach Kriegsende transportierte die Sowjetische Militäradministration in Deutschland durch „Trophäenkommissionen“ rund 90 Prozent der ausgelagerten Bestände in die Sowjetunion als Beutekunst ab. Sie befinden sich seitdem in der Eremitage in Sankt Petersburg. Lediglich wenige Stücke kehrten nach Berlin zurück. Der fast vollständige Verlust bedeutete einen tiefen Einschnitt und machte einen Neuaufbau der Sammlung notwendig, der nur allmählich vollzogen werden konnte. Ab 1952 diente das Pergamonmuseum als Ausstellungsort für ostasiatische Kunst. Weil im geteilten Berlin das Pergamonmuseum in Ost-Berlin lag, nutzte man in West-Berlin ab 1970 als eigenen Ausstellungsort das Museumszentrum Berlin-Dahlem im Bezirk Zehlendorf.
Nach dem Fall der Berliner Mauer begann mit der deutschen Wiedervereinigung eine Neuordnung der Berliner Museumslandschaft. Die beiden getrennten Sammlungen wurden 1992 am Standort Dahlem zusammengeführt und im Jahr 2000 erweitert.

### Kunstsammlung Süd-, Südost- und Zentralasien
Die Sammlung gehörte ursprünglich dem 1873 gegründeten Museum für Völkerkunde an, ab 1904 als „Indische Abteilung“. Durch die vier „Turfan-Expeditionen“ wurde in den Jahren 1902 bis 1914 der Sammlungsbestand zu Zentralasien begründet und ständig erweitert. Der Zweite Weltkrieg führte allerdings zu schmerzlichen Bestandsverlusten, teils durch die Zerstörung des Museumsgebäudes, teils durch den Abtransport einer großen Anzahl von Kunstobjekten als Beutekunst in die Sowjetunion.
Nach Kriegsende wurden die zuvor ausgelagerten Sammlungen 1956/1957 in Dahlem zusammengeführt und einige Jahre später auf Betreiben des ersten Direktors Herbert Härtel im Rahmen einer selbstständigen „Indischen Kunstabteilung“ präsentiert. Am 1. Januar 1963 entstand daraus das Museum für Indische Kunst. 1993 gründete sich als Förderverein die Gesellschaft für indo-asiatische Kunst Berlin, die einmal jährlich die Indo-Asiatische Zeitschrift herausgibt.

### Zusammenführung
Vor dem Hintergrund, künftig die außereuropäischen Sammlungen im Humboldt Forum zusammenzuführen, wurden am 4. Dezember 2006 das Museum für Ostasiatische Kunst und das Museum für Indische Kunst zum Museum für Asiatische Kunst vereinigt. In Vorbereitung auf den Umzug schlossen sowohl das Museum für Asiatische Kunst als auch das Ethnologische Museum im Januar 2017 für den Besucherverkehr. Seit September 2021 ist die neu konzipierte Dauerausstellung im Humboldt Forum in Berlin-Mitte zu sehen.
Von 2010 bis 2018 leitete Klaas Ruitenbeek das Museum für Asiatische Kunst. Seit 2018 ist Lars-Christian Koch Direktor des Museums für Asiatische Kunst zusammen mit dem Ethnologischen Museum.
Die Wiedereröffnung der Museen als Teil des Humboldt Forums im Berliner Schloss fand unter Beteiligung von Bundespräsident Frank-Walter Steinmeier am 22. September 2021 statt.

## Sammlung

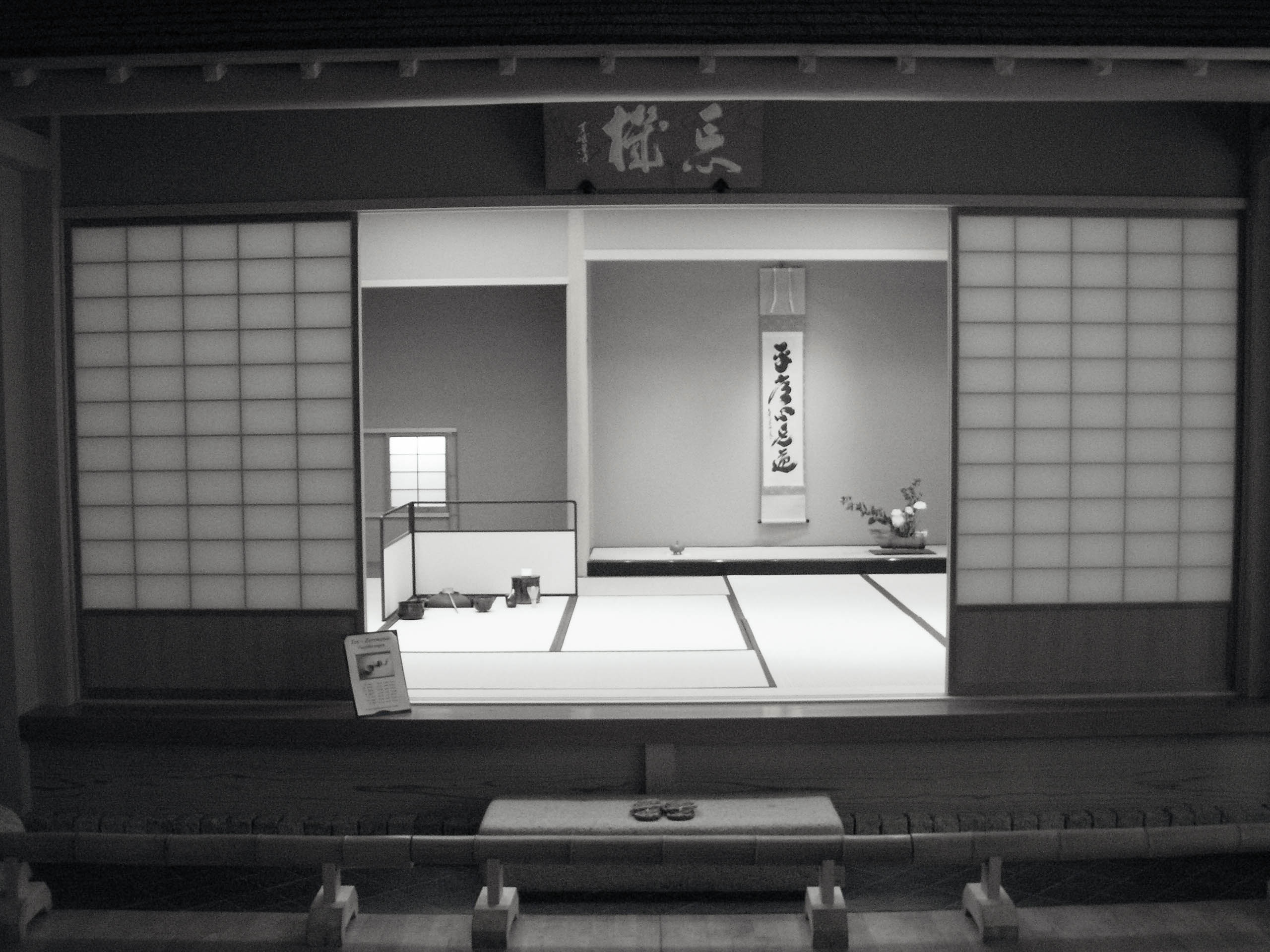
Teezeremonie im japanischen Zimmer mit Tokonoma

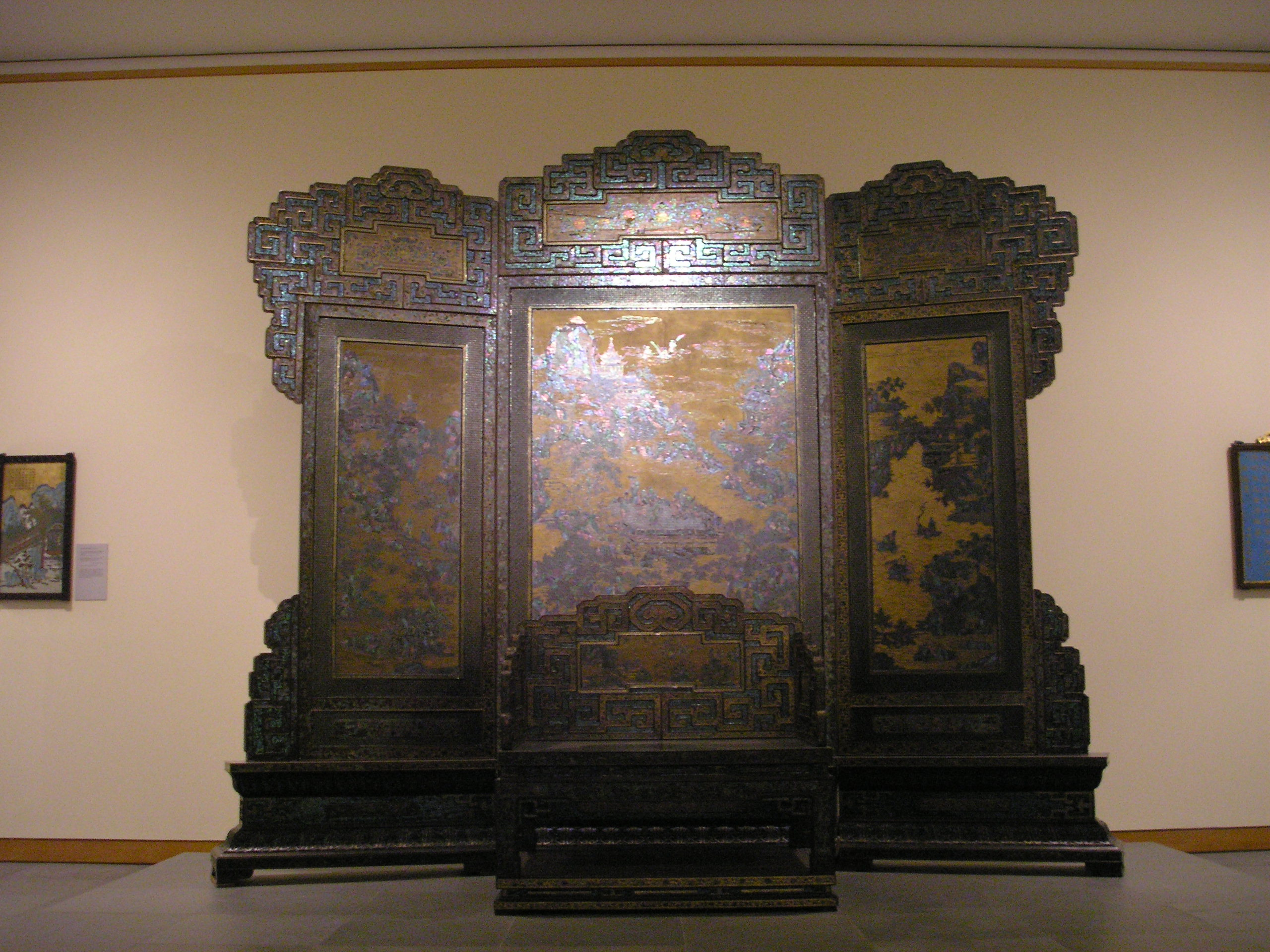
Reisethron-Ensemble aus den kaiserlichen Werkstätten zu Beginn der Ära des Kangxi-Kaisers (1662–1722). Der Paravent zeigt das westliche Paradies – mythologisch auf dem Kunlun-Berg gelegen – mit Szenen von Bergen, Tälern, Meeren, Terrassen, Seen und Palästen. Dargestellt ist die Ankunft seiner Herrscherin – der Königinmutter des Westens (Xiwangmu) – die auf einem Fenghuang reitend die Ankunft der Acht Unsterblichen erwartet.

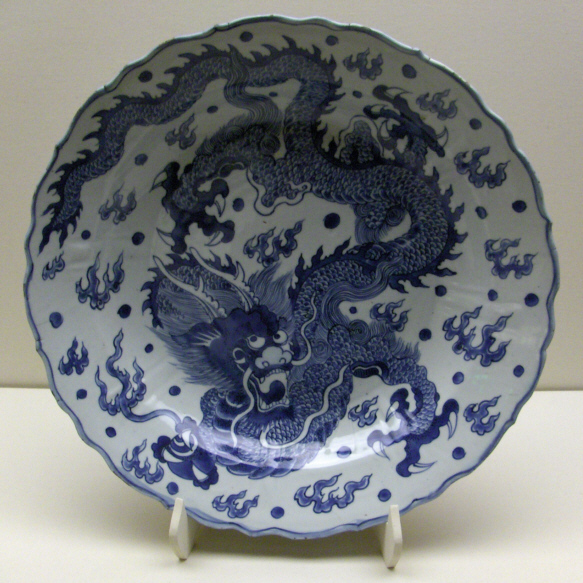
Porzellanschale aus der Ming-Dynastie

### Kunstsammlung Süd-, Südost- und Zentralasien
Die Sammlung umfasst den gesamten süd-, südost- und zentralasiatischen Raum, mit besonderen Schwerpunkten in den Kunstgattungen Skulptur (Süd- und Südostasien) und Wandmalerei (Zentralasien). Die Objekte datieren aus dem Zeitraum vom 3. Jahrtausend v. Chr. bis in die Gegenwart. Die ständige Ausstellung in Dahlem zeigte Stein-, Bronze-, Stuck- und Keramik-Skulpturen und Stein-Reliefs mit hinduistischen, buddhistischen und jainistischen Themen sowie Wandmalereien, Lehmplastiken und Textilien aus buddhistischen Kultanlagen an der Nördlichen Seidenstraße (heute: Xinjiang, VR China), indische Miniaturmalerei und kostbares Kunsthandwerk aus der islamisch geprägten Mogulzeit.
Stein-, Bronze- und Holzskulpturen sowie Kultgerät aus Nepal, Tibet und Südostasien vervollständigen den Überblick über das Kunstschaffen des indo-asiatischen Kulturraums. Besondere Höhepunkte bilden die bedeutende Gandhara-Sammlung (Pakistan und Afghanistan, 1.–5. Jahrhundert) und die Nachbildung einer zentralasiatischen buddhistischen Kulthöhle unter Verwendung großer Teile der Originaloberfläche. Im Innenhof befindet sich noch immer eine Kunststeinkopie des Osttores des berühmten Stupa I von Sanchi in Zentralindien.

### Ostasiatische Kunstsammlung
Die Ostasiatische Kunstsammlung beherbergt die umfangreichste und bedeutendste Sammlung chinesischer, koreanischer und japanischer Kunst in Deutschland. Der Bestand umfasst mit seinen etwa 13.000 Exponaten sämtliche kulturellen Epochen von der Jungsteinzeit bis in die Gegenwart.
Die ständige Ausstellung in Dahlem präsentierte die drei Länder der asiatischen Subregion getrennt. Ein zentraler Raum, der die Kunst des Buddhismus zeigte, vereinigte die Galerien, da der Buddhismus als ein gemeinsames Element in allen drei Kulturen anzutreffen ist. Die chinesische Abteilung zeigte unter anderem ihren umfangreichen Bestand an Porzellanarbeiten, der durch die Sammlung Georg Weishaupt wesentlich bereichert ist, und Lackkunst. Über 3000 Jahre alte Bronzen, Jadeobjekte und Keramiken zeugen von der frühen Zivilisation und Hochkultur des Landes. Auch ein Porzellankelch aus der späteren Ära des Kaisers Wanli (1573–1620) aus der Ming-Dynastie ist von herausragender kulturhistorischer Bedeutung. Ferner wurde in einem eigenen Raum ein Reisethron des chinesischen Kaisers Kangxi aus dem 17. Jahrhundert ausgestellt. Zu ihm gehört ein einzigartiger Paravent aus Palisanderholz, er ist reichhaltig mit Perlmutteinlagen in Lack- und Goldgrund verziert.
Durch ausgewählte Beispiele stellte das Museum in seiner China-Japan-Galerie die Bild- und Schreibkunst, das ursprünglich zentrale Sammelgebiet der ostasiatischen Kunst, vor. Da viele Werke der chinesischen Schrift und der japanischen Schrift sowie einige alte Bilder besonders lichtempfindlich sind, wurden sie in Wechselausstellungen gezeigt und nach drei Monaten ausgetauscht. Gleiches galt auch für viele Ausstellungsgegenstände der Lack- und Textilkunst. Durch die Verknüpfung mit den japanischen Holzschnitten und der bedeutenden Grafiksammlung des Museums ergaben sich stets neue inhaltliche Zusammenhänge und Schwerpunkte. In der japanischen Abteilung erschloss sich den Besuchern in der Ausstellung ein japanischer Teeraum (Bôki). Dort konnte man nach Voranmeldung zu bestimmten Zeiten auch die japanische Teezeremonie (Sadō) mitvollziehen.
Eine Studiensammlung bot interessierten Museumsbesuchern die Möglichkeit des vertiefenden Einblicks in die Sammlung, eine angeschlossene Präsenzbibliothek ist nur Fachbesuchern zugänglich.

### Provenienzforschung zu Kulturobjekten aus dem Kontext des Boxerkriegs in China
Im Zuge des sogenannten „Boxerkrieges“ (1899–1901) wurde Peking ausgeraubt und gebrandschatzt. Nach einem Bericht des Museums für Asiatische Kunst Berlin gelangten „Tausende von Kunstwerken und anderen Artefakten aus den Plünderungen [...] in der Folge direkt oder auch indirekt, zum Beispiel über den Kunsthandel, in deutsche Museumssammlungen, wo sie bis heute aufbewahrt und ausgestellt werden.“
Im November 2021 startete ein gemeinsames Projekt von sieben Museen in Deutschland mit Förderung durch das Deutsche Zentrum Kulturgutverluste mit dem Ziel, sowohl Sammlungsbestände aus dem Kontext des „Boxerkrieges“ als auch Personen zu untersuchen, die „in Raub, Transport und Handel [von Objekten] verwickelt waren.“ Dabei soll neben Provenienzforschung auch ein methodologischer Leitfaden für eine Aufarbeitung dieser Objekte in nationalen wie internationalen Museen entstehen.

## Direktoren
Museum für Ostasiatische Kunst
- 1923–1934: Otto Kümmel
- 1959–1966: Roger Goepper
- 1966–1985: Beatrix von Ragué
- 1985–2006: Willibald Veit

Museum für Indische Kunst
- 1963–1986: Herbert Härtel
- 1986–2006: Marianne Yaldız

Museum für Asiatische Kunst
- 2006–2009: Willibald Veit
- 2010–2018: Klaas Ruitenbeek
- ab 2018: Lars-Christian Koch